# Wesmaelius fumatus
Wesmaelius fumatus är en insektsart som först beskrevs av Carpenter 1940.  Wesmaelius fumatus ingår i släktet Wesmaelius och familjen florsländor. Inga underarter finns listade i Catalogue of Life.